# 因数定理

多項式 は を根（零点）に持つ。このことから、因数定理より f(x) = 1/4(x + 4)(x + 1)(x − 2) と因数分解される。

因数定理（いんすうていり、英: factor theorem）とは、多項式の根から元の多項式を因数分解することができるという定理である。因数定理は剰余の定理の特別の場合になっている。
定理 (Ruffini)
多項式 f(x) が一次式 x − α を因子に持つ必要十分条件は f(α) = 0、すなわち α が多項式 f(x) の根となることである。

## 概要

### 多項式の因数分解
多項式を一次式の積に因数分解するのは、「多項式の根を求めること」と本質的に等価な問題であることが分かる。
多項式の根が1つ求まれば、因数分解により、未知の根からなる多項式は次数は下がるため、根をより求めやすくなる。多項式の全ての根を求める手順は以下の通りである：
1. 多項式 f の根 α を「推測する」。（一般にはこれは「非常に困難」である。ただし、係数体が有理数の場合は、有理根定理により、有理根の候補が有限個に絞れる。係数体が実数の場合は、グラフから根の近似値を求めることができる）
2. 因数定理により x − α は f の因子である。
3. (x − α)g(x) = f(x) となる多項式 g を、実際に f(x) を x − α で多項式として（多項式の長除法（英語版）、組立除法（英語版）などにより）割ることで求める。
4. f の α 以外の根は、g の根である。g の次数は f より一つ下がるから、f の α 以外の根を求めることは、簡単になる。

### 多変数多項式の因数定理
f を n 個の変数 X1, X2, …, Xn の多項式、g を X1 以外の n − 1 個の変数 X2, …, Xn の多項式とする。
定理
f(X1, X2, …, Xn) が X1 − g(X2, …, Xn) を因子に持つための必要十分条件は、f(g(X2, …, Xn), X2, …, Xn) = 0 となることである。
これは f, g を X1 の多項式と見れば g は X1 に関して定数であるから、一変数の場合の因数定理から従う。注目する変数を変えれば、各変数について同様の主張が成り立つ。
例えば f をヴァンデルモンドの行列式
{\displaystyle f(X_{1},X_{2},\ldots ,X_{n}):={\begin{vmatrix}1&X_{1}&{X_{1}}^{2}&\cdots &{X_{1}}^{n-1}\\1&X_{2}&{X_{2}}^{2}&\cdots &{X_{2}}^{n-1}\\\vdots &\vdots &\vdots &\ddots &\vdots \\1&X_{n}&{X_{n}}^{2}&\cdots &{X_{n}}^{n-1}\end{vmatrix}}}
とするとき f(X2, X2, …, Xn) = 0 が明らかに成り立つから、g(X2, …, Xn) ≔ X2 として因数定理を適用すれば、f は X1 − X2 で割り切れると分かる。同様の議論により、f は差積 ⊿(X1, X2, …, Xn) で割り切れると分かる。

## 例
f(x) = x3 + 4x2 + 3x − 2
を有理数の範囲で因数分解する。
有理根定理より、f(x) の根の候補は
x = ±2/1, ±1/1
このうち根として適するのは x = −2 のみである。
因数定理より、f(x) は x − (−2) を因数に持つ。
組立除法などにより
x3 + 4x2 + 3x − 2 = (x + 2)(x2 + 2x − 1)